# Gliophorus subheteromorphus
Gliophorus subheteromorphus är en svampart som först beskrevs av Rolf Singer, och fick sitt nu gällande namn av E. Horak 1973. Gliophorus subheteromorphus ingår i släktet Gliophorus och familjen Hygrophoraceae.   Inga underarter finns listade i Catalogue of Life.